# Войнеску
Войнеску (рум. Voinescu) — село в Хынчештском районе Молдавии. Относится к сёлам, не образующим коммуну.

## История
С 10.09.1946 по 31.01.1991 село называлось Победа.

## География
Село расположено в 5 км к востоку от реки Прут, по которой проходит граница между Молдавией и Румынией. Неподалёку расположено село Минджир и граница Хынчештского и Леовского районов. Высота населённого пункта - 38 метров над уровнем моря.

## Население
По данным переписи населения 2004 года, в селе Войнеску проживает 2762 человека (1413 мужчины, 1349 женщин).
Этнический состав села:
| Национальность | Число жителей | Процентный состав |
| -------------- | ------------- | ----------------- |
| молдаване      | 2755          | 99.75             |
| русские        | 5             | 0.18              |
| прочие         | 2             | 0.07              |
| Всего          | 2762          | 100%              |

## Экономика
Село состоит из 834 хозяйств. В Войнеску работают 10 магазинов, школа, два детских сада, две библиотеки, почтовое отделение и стадион.